# Holloway (London)
Holloway ist ein Londoner Stadtteil der Innenstadt. Der Stadtteil gehört zur London Borough of Islington. Hauptstraße ist die Holloway Road. Ein Katastralstadtteil ist Nag’s Head.

## Geschichte

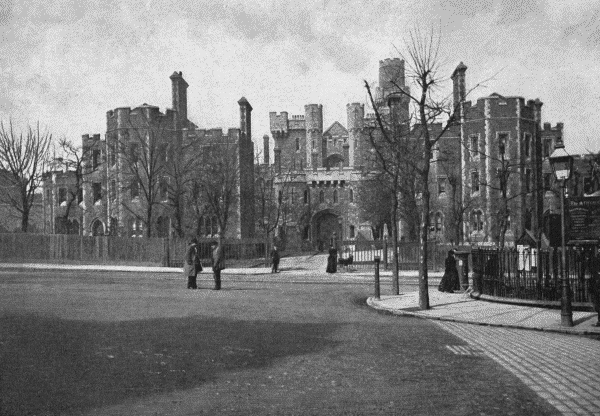
Das Gefängnis in Holloway im 19. Jahrhundert

Die Herkunft des Namens ist umstritten. Manche glauben der Name stammt von Hollow bzw. Hollow way (Hohlweg) aufgrund des Gefälles der Straßen, ausgelöst durch Wassererosionen, andere meinen es kommt von Hallow (dt. heiligen, weihen) aufgrund des historischen Hintergrundes der Straße in Bezug auf Pilgerreisen nach Walsingham. Es gibt bislang keine historischen Dokumente, die eine der beiden Theorien bestätigen könnten. Der Stadtteil wurde 1307 das erste Mal urkundlich erwähnt, damals noch unter dem Namen Holwey. Im 17. Jahrhundert wurde zum ersten Mal der Name Holloway dokumentarisch niedergeschrieben.
Die Holloway Road, die durch den Stadtteil führt, wurde im Jahre 1318 vom damaligen Bischof von London ausgebaut und erweitert. Im 19. Jahrhundert war die Gegend in erster Linie ländlich, aber als das Stadtgebiet Londons sich erweiterte, wurde Holloway zugebaut. In den 1960er Jahren bestand das Viertel aus verfallenen Häusern viktorianischen Baustils. Die Gegend hatte den Ruf als Elendsviertel mit großen Grundstücken für kleine Industriebetriebe. Heutzutage ist Holloway einer der ärmsten Teile Islingtons, obwohl der Stadtteil derzeit im Aufschwung ist. Im folgenden Jahrzehnt soll Holloway – auch aufgrund des in Holloway neu erbauten Emirates Stadium – viele neue Gebäude bekommen.

## Demographie
Holloway ist der am dichtesten besiedelte Stadtteil Londons. Bei der letzten Volkszählung im Jahr 2021 lebten in Holloway 12.737 Einwohner, 53 % davon weiblich.
64 % gaben als Geburtsland England an, 2 % Schottland, 1 % Wales, 1 % Irland, 5 % stammten aus anderen EU-Ländern und 22 % waren in sonstigen Ländern geboren. Dies entspricht recht genau dem Durchschnitt von London. 56 % bezeichneten sich als Christen, 22 % als Atheisten, 8 % als Muslime, 2 % als Hindus, je 1 % als Buddhisten und Juden, 0,3 % als Sikhs.

## Sehenswürdigkeiten
Holloway ist bekannt für sein Staatsgefängnis das HMP Holloway (HMP steht für „His Majesty’s Prison“, also „Gefängnis seiner Majestät“). Das Gefängnis wurde 1852 erbaut. Anfangs noch Gefängnis für Männer und Frauen, wurde es 1902 in ein reines Frauengefängnis umgewandelt. Im sogenannten „alten“ Gefängnis mussten Personen wie Christabel Pankhurst oder Oscar Wilde ihre Strafen abbüßen.
Weiterhin ist das Viertel bekannt für das sogenannte Andover Estate, ein Versammlungshaus, erbaut in den späten 1960er und frühen 1970er Jahren.

## Ashburton Grove
Der FC Arsenal zog 2006 nach 93 Jahren im Highbury nach Ashburton Grove im Stadtteil Holloway um. Das neue Emirates Stadium – früher nach der Straße auch Ashburton Grove – wurde 2006 fertiggestellt. Die Kapazität des Stadions beträgt 60.432 Zuschauer, was es zum drittgrößten in England macht. Insgesamt verursachte der Bau des Stadions Kosten von 390 Mio. £.

## Wichtige Persönlichkeiten mit Bezug auf Holloway
- John Betjeman (1906–1984), britischer Dichter, Publizist und Journalist
- Ben Chaplin (* 1970), britischer Schauspieler
- Charlie George (* 1950), ehemaliger englischer Fußballspieler
- Sally Gray (1916–2006), englische Filmschauspielerin
- Bob Hoskins (1942–2014), britischer Schauspieler
- Huberht Hudson (1886–1942), britischer Marineoffizier und Polarforscher
- Edward Lear (1812–1888), britischer Maler, Illustrator und Schriftsteller
- Lilian Lindsay (1871–1960), Zahnärztin, Bibliothekarin und Autorin
- Sarah Lucas (* 1962), britische Installations-Künstlerin und Fotografin
- John Lydon (* 1956), bekannt als Johnny Rotten, britischer Musiker und ehemaliger Sänger der Sex Pistols
- George Martin (1926–2016), langjähriger Produzent der Beatles
- Joe Meek (1929–1967), britischer Musikproduzent
- Graham McPherson (* 1961), englischer Sänger
- Kaya Scodelario (* 1992), britische Schauspielerin
- Kate Winslet (* 1975), britische Schauspielerin
- Andy Yiadom (* 1998), ghanaisch-englischer Fußballspieler